# Patrick Mennucci

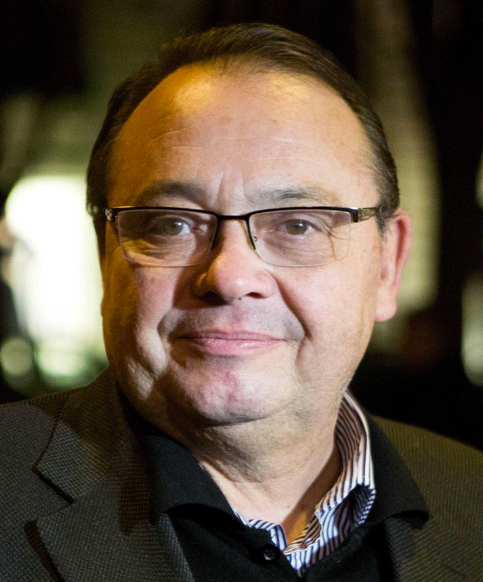
Patrick Mennucci

Patrick Mennucci (* 8. April 1955 in Marseille) ist ein französischer Politiker der sozialistischen Partei (PS). Er war von 2012 bis 2017 Abgeordneter der Nationalversammlung.
Der Enkel italienischer Einwanderer aus der Toskana wuchs in La Cabucelle, einem Viertel von Marseille, auf. Er engagierte sich früh politisch und wurde Mitglied der Parti socialiste. Unter Gaston Defferre zog er 1983 erstmals in den Stadtrat von Marseille ein. Dort wurde er später zum Vorsitzenden der sozialistischen Fraktion. Für Michel Vauzelle und Michel Rocard leitete er mehrere erfolgreiche Wahlkämpfe. Auch an der Kampagne von Ségolène Royal, der Präsidentschaftskandidatin 2007, war er beteiligt. 2003 stieg er innerhalb der Parti socialiste in die Führungsebene der Partei auf. Bei den Parlamentswahlen 2007 trat er im 3. Wahlkreis des Départements Bouches-du-Rhône an, scheiterte jedoch knapp am Einzug ins Parlament. 2012 setzte er sich im vierten Wahlkreis in der zweiten Runde mit mehr als 70 % gegen die Kandidatin des Front National durch.